# Сенка у тами
Сенка у тами је прва књига обимног романа Бајка над бајкама, оригинално објављеног у виду трилогије, коју је према мотивима бајки и песама уз које су одрастале генерације написао Ненад Гајић. Овај писац  је и аутор Словенске митологије (2011), најтиражније књиге енциклопедијског типа на српском језику која је објављена пре ове трилогије, а настала током истраживања за њу.
Сенка у тами је  најављена другог месеца по изласку Словенске митологије, под радним називом Бајка над бајкама, што тек касније постаје заједнички наслов који обухвата сва три појединачна романа серијала. Дело је објављено много касније, пуне две године након те вести која га најављује.
У књизи се обилно користе мотиви народне епике, о чему се писац изјашњава већ у посвети књиге: Безименим певачима и приповедачима чије речи беху моји путокази*, објашњавајући даље: * У књизи су коришћени мотиви бројних народних песама и прича. Сличност са словенском и посебно српском епиком је пишчева намера.
Књига прва трилогије, односно Сенка у тами, подељена је у три дела под сугестивно описним насловима (Део први: Чудна дружина, Део други: Задаци, Део трећи: Пријатељи и непријатељи). Испред сваког дела књиге стоји црно-бела илустрација преко целе странице, а испред сваког поглавља мања илустрација у виду скице – цртежа графитном оловком.
Књига од изласка привлачи велику пажњу, као и цео серијал: до сада има десет издања, а изашла је и као део обједињеног романа Бајка над бајкама, комплетног издања трилогије са мапом у боји, уз тврде корице и штампу ћирилицом (појединачне књиге штампане су латиницом и имају меке корице; постоји заштитна украсна кутија за латинични серијал која иде уз комплет од три књиге). У децембру 2021. најављене су четири аудио-књиге и серијал епизода којима ће дела Ненада Гајића бити објављена и у електронском облику; звучна верзија књиге Сенка у тами изашла је 4. марта 2022.
За ову књигу постоји и филмска презентација (видео-трејлер – погледати овде), која је од објављивања књиге често у најгледанијих 50 видео-снимака Лагуниног Јутјуб канала.

## Радња
Необична дружина, окупљена низом наизглед случајних догађаја, постепено открива да није све онако као што изгледа. Слепа девојчица, мегданџија, чобанин и хроми лопов, у трци за голе животе, пробијаће се кроз живописни свет митских бића и заборављених градова, док њиховим корацима као да управљају древни словенски богови. Јесу ли јунаци тек марионете младе и заводљиве вештице, вођене сопственим скривеним мотивима, или у позадини свега заиста вребају ужасне мрачне силе из неизмерне дубине времена? Одговор ће дати већ прва књига ове епске трилогије.
Како нас обавештава издавач на полеђини књиге, у питању је велика сага у којој се преплићу загонетке, мистерије, борбе и изненађујући обрти кроз фантастичне догађаје с неизвесним исходом, у свету који настањују задивљујући и неустрашиви јунаци великог срца.